# Bero elegans
Bero elegans – gatunek morskiej ryby skorpenokształtnej (Scorpaeniformes) z rodziny głowaczowatych (Cottidae), jedyny przedstawiciel rodzaju Bero. 

## Występowanie
Występuje w wodach północno-zachodniego Oceanu Spokojnego na głębokościach do 40 m. Osiąga długość 20 cm.